# Сукоби на граници Југославије и Албаније (1998—1999)
Сукоби на граници Југославије и Албаније био је једногодишњи необјављени војни сукоб између Албаније и Савезне Републике Југославије током Рата на Косову. Сукоб је углавном обухватао прекограничне окршаје и упаде, јер су југословенске снаге нападали борци Ослободилачке Војске Косова (ОВК) који су деловали у близини албанско-југословенске границе. Најзначајнији сукоб догодио се у априлу 1999. године код Круме, у Албанији, што је довело до тешке кризе између југословенских и албанских снага.

## Увод у сукобе на граници
Дана 9. маја 1995. године, око 21.30 сати, у рејону карауле "Крстац" догодио се први гранични инцидент. Наиме, албански граничари су у правцу српске територије испалили најпре један, а затим још три светлећа метка из аутоматског оружја. Одмах потом граничари ВЈ су уочили четири цивила како покушавају да илегално пређу границу и уђу на српску територију. После упозорења српских граничара, отворили су ватру из аутоматског оружја, а после адекватног одговора морали су се повући на своју територију.
У рејону карауле „Крстац“, 13. маја 1995. године, два албанска држављана, од којих је један био наоружан ловачком пушком, прешли су југословенско-албанску границу и ушли на територију СР Југославије. Граничари ВЈ су их упозорили да се налазе на територији СРЈ и захтевали да стану. Међутим, уместо да се повинују упозорењима и командама граничара, илегалци су покушали да се супротставе. Један од њих запуцао је у правцу српских граничара који су, у складу с правилима граничне службе, узвратили ватру.
Најтежи и по својим последицама најтрагичнији напад албанских терориста на југословенско-албанској граници у 1995. години догодио се 29. августа, када је један припадник Војске Југославије погинуо, а други био рањен у рејону граничне карауле "Дејан Радановић" (општина Ђаковица), око 300 метара у дубини територије СР Југославије, када је терористичка група из заседе напала граничну патролу Војске Југославије отварајући ватру из аутоматског оружја. Страдао је војник Сретовић Дарко из Рибнице код Краљева, а рањен је војник Иванчев Небојша, из села Трнски Одровци код Димитровграда. Повређеном војнику Иванчев Небојши одмах је указана хитна лекарска помоћ, превезен је на ВМА и није се налазио у животној опасности.
У току 1997. године лакши или тежи гранични инциденти били су много учесталији. Све је већи број и покушаја илегалних прелазака из Албаније у Југославију. Упади наоружаних терориста нарочито су учестали у време и након немира који су током ове године увелико потресали Албанију. До зуба наоружани оружјем покраденим из магацина своје војске Албанци, упркос свим мерама предострожности граничних органа Југославије, само њима знаним стазама и богазама скоро свакодневно су се кретали ка СРЈ. Илегални преласци међудржавне међе нарочито се појачавају током летњих месеци. Албанци у Југославију прелазе ради шверца оружја и разне робе, али и наручених убистава југословенских држављана. Међу илегалцима, показало се касније, било је и терориста који су завршили обуку у неком од кампова у Албанији.
Нарочито су крајем јуна и почетком јула учестали илегални преласци из Албаније на територију Југославије. За само неколико дана на подручје Горе прешло је шест Албанаца који су одмах предати полицији и осуђени у Општинском суду за прекршаје у Драгашу због повреде граничног прелаза.
Друга група, састављена од четири Албанаца, ухваћена је у селу Радеша при покушају да преко југословенско-македонске границе пређе у Македонију. Два Албанца ухваћена су у рејону граничног појаса код села Орчуше. Приликом хватања ових група илегалаца из Албаније није било ексцесних случајева. Држављани Албаније поново су 9. јула покушали илегално да уђу на територију Југославије, на делу границе у општини Гора. И овај покушај припадници граничних јединица Војске Југославије су осујетили.
У раним вечерњим часовима 8. јула 1997, група албанских држављана отворила је ватру на граничну патролу Војске Југославије. Инцидент се догодио на југословенско-албанској граници код села Орчуша (СО Гора). Том приликом рањен је војник ВЈ Горан Благојевић из Младеновца, који је на одслужење војног рока дошао децембра 1996. године. Благојевић је задобио прострелну рану на левој руци. Припадници патроле ВЈ узвратили су ватром и осујетили намеру оружане групе да пређе државну границу и убаци се на Космет.
У току ноћи, 1. августа 1997. године, на државној граници СР Југославије према Албанији, у близини карауле Ћафа Прушит, дошло је до граничног инцидента у коме су, при покушају илегалног преласка државне границе, смртно страдала два илегална прелазника, а један рањен, док међу граничарима није било повређених. У току ноћи повремено је отварана појединачна и рафална ватра према положају српских граничара и уочавани су светлосни сигнали на албанској и у дубини наше територије, али покушаја преласка границе није било.
Због тога, као и слабе видљивости, јаке кише и тешко проходног земљишта, није било могуће извршити увиђај и претрес терена одмах па су надлежни истражни органи из Ђаковице то урадили у раним јутарњим часовима 2. августа 1997. године. Увиђајем је утврђено да су смртно страдала два илегална прелазника (Комани Том и Комани Бенхард, оба из села Жуб, општина Ђаковица), а један рањен (Назмен Кћирај из истог села), који је медицински збринут и пребачен у Градску болницу у Ђаковици.

## Хронологија граничних сукоба

### Јануар 1998
Дана 22. 1. 1998. године, на подручју карауле „Данило Јауковић“, незаконити прелазник повредио је територију СР Југославије у нападу терористичке организације ОВК дубини око 100 метара. При заустављању и у току бекства према граници Р. Албаније бацио је торбу у којој је нађен 1 аутомат и 910 метака.

### Фебруар 1998.
Дана 16. 2. 1998. године, на Скадарском језеру извршила је повреду југословенских територијалних вода у дубини око 150 метара група од 3 лица (незаконита прелазника) држављана Р. Албаније са чамцем. Након интервенције граничних органа ВЈ отпловило је у територијалне воде Р. Албаније.

### Март 1998.
Дана 6. 3. 1998. године, у 18.00 сати, са територије Р. Албаније, непозната лица отворила су рафалну ватру (5 рафала) на територију СР Југославије у правцу карауле „Дејан Радановић“. Неколико зрна пало је на кров карауле.
Дана 7. 3. 1998. године у 13.35 сати, на подручју карауле „Морина“, три наоружана лица прешла су са територије Р. Албаније на територију СР Југославије. У току потере за илегалцима и претреса терена, у 17,00 сати, наоружана група (око 20 лица) са територије Р. Албаније отворила је ватру у правцу граничне патроле Војске Југославије. На ватру је одговорено, након чега су се наоружана лица повукла у дубину територије Р. Албаније.
Дана 12. 3. 1998. године, у 11.30 сати, порушен је гранични камен Ц-4, ознака СРЈ на камену је потпуно уништена, а натпис Р. Албаније окренут је према СР Југославији. Ознаку су уништила 3 прерушена лица са капама на глави. Након интервенције граничних органа Војске Југославије лица су побегла у дубину територије Р. Албаније.
Дана 25. 3. 1998. године, у 09.15 сати, са територије Р. Албаније отворена је ватра на граничне органе Војске Југославије и територију СР Југославије из правца граничног камена Ц-10/13 подручје карауле „Митар Војиновић“. Гранични органи Војске Југославије узвратили су ватром, након чега су се наоружана лица повукла у дубину територије Р. Албаније.

### Април 1998.
Дана 16. 4. 1998. године извршена је повреда државне границе - улазак наоружаних лица на територију СР Југославије на подручју карауле „Морина“. Након заустављања од стране обезбеђења, наоружана група је отворила ватру на наше граничне органе и уз ватрену подршку са албанске територије повукла се према граници Р. Албаније. На лицу места нађене су 3 аутоматске пушке, 7 ручних бомби и 660 пушчаних метака. СРЈ је истог дана уложила протест отправнику послова амбасаде Републике Албаније у Београду Флоријану Нови.
Дана 19. 4. 1998. године извршена је повреда државне границе (улазак наоружаних лица на територију СР Југославије) на подручју карауле „Морина“. Након заустављања од стране органа обезбеђења, наоружана група од 5 лица отворила је ватру на граничне органе Војске Југославије и уз ватрену подршку са албанске територије повукла се према граници Р. Албаније. На лицу места нађено је: 156 АП 7,62 мм, 63 ПАП 7,62 мм, 16 ручних бомби, 17 оквира за ПАП, 10.162 метка 7,62 мм и друге војне опреме.
Дана 23. 4. 1998. године, у 05.45 сати, на подручју карауле „Кошаре“ извршила је прелазак југословенско-албанске државне границе наоружана илегално-терористичка група јачине око 200 лица. Иста је одбила да се заустави на знак граничних органа и отворила је ватру. Гранични органи узвратили су ватру. Притом су убијена 22 терориста, а два су заробљена. У току претреса терена пронађена је већа количина наоружања и војне опреме. Међу погинулима је био и официр бивше ЈНА Наим Маљоку, један од оснивача ОВК.
Дана 26. 4. 1998. године, у 09.45 сати, иа подручју карауле „Горожуп“ код граничног камена Д-5/1, незаконито је убачена наоружана група (10—15 лица) са територије Албаније на територију СРЈ, која је преносила муницију за пешадијско наоружање 7,62 мм (6 сандука), ручне одбрамбене бомбе (6 сандука), мине за ручне бацаче и две подлоге за минобацаче 82 мм. Органи обезбеђења ВЈ су групу разбили и она се повукла на територију Албаније.
Дана 27. 4. 1998. године, у 09.30 сати, на подручју карауле „Горожуп“ (гранични камен Д-5/1), на територију СРЈ ушла је наоружана група која је са 6 рафала из аутоматског оружја дејствовала по територију СР Југославије. У току повлачења, у правцу граничних органа бацила је три ручне бомбе. Група се повукла на територију Р. Албаније. Истог дана заустављен је и илегалан прелазак границе на караули „Честак“.
Дана 27. 4. 1998. године у 03.15 сати, на подручју карауле „Генерал Павле Илић“, западно 2 километра, на објекту Вокса (тригонометар 1441) извршен је напад диверзантско-терористичке групе на органе обезбеђења државне границе СР Југославије. У том нападу лакше су рањена два војника - Драган Милојковић (1972) и Драган Ђорђевић (1969), обојица из Ниша, а убијена су тројица терориста, четворица су рањена и заплењена већа количина наоружања и ратне опреме.

### Мај 1998.
Дана 2. 5. 1998. године, у времену од 19.40 до 20.15 сати, на подручју карауле „Горожуп“, на око 1.000 у метара у дубини територије СР Југославије, диверзантско-терористичка група отворила је ватру на органе обезбеђења државне границе и бацила ручне бомбе. Један војник из органа обезбеђења лакше је рањен. На напад је узвраћено ватром, након чега се група повукла на територију Р. Албаније. На лицу места пронађене су 3 аутоматске пушке, из којих се дејствовало на органе обезбеђења државне границе.
Дана 7. 5. 1998. године, у 11.00 сати, на подручју летње карауле „Богићевца“, органе обезбеђења државне границе СР Југославије, у току вршења службе обезбеђења државне границе, напала је диверзантско-терористичка група из дубине 2,5 километра југословенске територије. Том приликом рањен војник Ђула Дорин из гарнизона Плав у Црној Гори, који је после 30 минута издахнуо. У одговору на ватру убијен је 1 терориста, неколико је рањено. Остатак диверзантско-терористичке групе се повукао на територију Р. Албаније и након 50 минута поново прешао у напад на наше органе обезбеђења. Напад је одбијен.
Дана 18. 5. 1998. године у 15.30 сати, на подручју карауле „Гора“, два незаконита прелазника, држављанина Републике Албаније, прешла су југословенскоалбанску границу и нису се зауставили на знак упозорења и заустављања. Гранични органи су ранили једног незаконог прелазника - Ирфана Сокољаја, којем је указана медицинска помоћ, а терориста Ћаба Баша је ухваћен. У 19,50 сати изашла је на лице места, ради увиђаја, Локална мешовита комисија за сектор 5 на коју је са територије Републике Албаније отворена ватра.
Дана 29. 5. 1998. године наишавши на мину коју су поставили албански терористи, у рејону карауле „Морина“, погинули су припадници Војске Југославије Драган Игњатовић (26) из Горњег Брестовца код Бојника и Војкан Матић (21) из Алексинца. Повредама је на путу до војномедицинске академије у Београду подлегао и војник Душан Тасић (21) из Пожаревца. У истом инциденту рањени су потпоручник Владица Ђорђевић (25) из Прокупља, као и војник Жарко Милосављевић (21) из Приштине. Они су збринути на ВМА. У енергичном одговору граничара који је уследио након овог напада, разбијена је једна терористичка група и заробљено 11 терориста.

### Јун 1998.
Дана 2. 6. 1998. године у 04.15 сати, на подручју Косовић код карауле „Брод“, органи обезбеђења државне границе ухватили су два незаконита прелазника, који су неовлашћено прешли југословенско-албанску границу. Петнаест минута након хватања ових лица, на истом месту, југословенски гранични органи уочили су четири наоружана лица која су се кретала у правцу југословенско-македонске границе са намером да је незаконито пређу. Незаконити прелазници су одбацили оружје и муницију (шест аутоматских пушака, шест оквира за аутоматске пушке и 314 метака) и побегли, покушавајући да се врате на територију Републике Албаније. Гранични органи су у 13,40 сати, код граничног камена ГК-Д 15/3 у рејону карауле „Орћуша“, ухватили двојицу од четворице незаконитих прелазника.
Дана 4. 6. 1998. године у 02.55 сати, код граничног каме на Д 17/5 подручје карауле „Честак“, три незаконита прелазника, држављанина Републике Албаније, незаконито су прешла југословенско-албанску државну границу и нису стала на позив граничних органа. При томе је погинуо један незаконити прелазник, који је био наоружан аутоматском пушком, бомбом и муницијом за пушку. Инцидент се догодио 200 метара у дубини југословенске територије.
Дана 6. 6. 1998. године у 03.30 сати, на подручју карауле „Брод“, група незаконитих прелазника, држављана Р. Албаније, неовлашћено је прешла југословенско-македонску границу и одбила да се заустави отворивши ватру из стрељачког наоружања Гранични органи су узвратили ватру и при том убили двојицу терориста.
Дана 8. 6. 1998. године у 10.50 сати, на подручју карауле „Кошаре“, откривене су три групе цивила, укупно око 15 људи, који су се кретали из СР Југославије у Р. Албанију. После заустављања, цивилна лица су се разбежала, а наоружани терористи који су се кретали иза њих, отворили су ватру, а затим се повукли на суседни вис са кога су повремено отварали ватру на граничне органе. Два сата раније, албански терористи су у рејону села Поповац и Смоница из заседе отворили ватру из ручних бацача на возила Војске Југославије, која су се, у склопу редовног снабдевања карауле „Морина“, кретала путем Ђаковица - Поношевац - Морина. Од повреда задобијених у овом нападу преминуо је не лицу места војник - возач Владимир Ратковић (1976) из Београда. Лаке су рањени капетан прве класе Ненад Борисављевић (1978) из Београда, десетар Ненад Благојевић (1978) из Крушевца и војник Шериф Краснићи (1978) из Косова Поља.
Дана 8. 6. 1998. године у 23.00 сата, код граничног камена Д-2/3, на подручју карауле „Дејан Радановић“, са територије Р. Албаније убачена је већа диверзантско-терористичка група која је отворила ватру на граничне органе. Погинуо је један терориста, заплењена је већа количина наоружања и опреме, а остатак групе се разбежао према граници Р. Албаније. Војни извори су потврдили да је, између осталог, заплењен један бестрзајни топ, 13 митраљеза, десет ручних бацача, три зоље, 60 аутоматских пушака и два ручна лансера ракета типа армбруст у оригиналном, немачком паковању.
Дана 16. 6. 1998. године у 15.00 сати, на подручју граничног камена Ц-2, подручје карауле „Кошаре“, из Р. Албаније неовлашћено је прешла југословенско-албанску државну границу наоружана диверзантско-терористичка група и одбила да се заустави на знак упозорења наших граничних органа. Органи обезбеђења су убили једног члана диверзантско-терористичке групе, док се остатак разбежао преко државне границе у Р. Албанију. На лицу места поред ликвидираног терористе остала је једна аутоматска пушка.
Дана 17. 6. 1998. године у 03.00 сата, у подручју граничног камена Ц-1 карауле „Ђеравица“, наоружана диверзантско-терористичка група са територије Р. Албаније прешла је на територију СР Југославије, наишла не граничне органе Војске Југославије и отворила ватру на њих. Органи обезбеђења државне границе су узвратили ватру и при томе убили 5 терориста. Остатак групе повукао се на територију Р. Албаније, уз ватрену подршку са албанске територије.
Дана 25. 6. 1998. у 07.45 сати, у подручју граничног камена Ц-2, код карауле „Кошаре“, из Р. Албаније неовлашћено је прешла југословенско-албанску државну границу наоружана диверзантско-терористичка група, састављена од 8 лица (држављана Р. Албаније) и отворила ватру на органе обезбеђења државне границе који су узвратили ватру и при томе убили двојицу терориста, а заробили шест терориста и већу количину наоружања, муниције и војне опреме.
Дана 26. 6. 1998. године у 11.20 сати, на подручју карауле „Кошаре“, остатак групе терориста која је 25. 6. 1998. године разбијена при преласку из Р. Албаније у СР Југославију, покушала је да пређе са југословенске територије на територију Р. Албаније. Гранични органи су заустављали групу, која је, уместо да се заустави, отворила ватру. На ватру је узвраћено и убијена су двојица терориста, 20 коња и 2 муле. На лицу места заплењена је већа количина наоружања, муниције и војне опреме.

### Јул 1998.
Дана 4. 7. 1998. године, у 10.00 сати, код граничног камена Ц-1 и Ц-2, на подручју карауле „Кошаре“, већа диверзантско-терористичка група је покушала да из Р. Албаније незаконито пређе у СР Југославију. На дубини од 1000 т на југословенској територији, после заустављања од стране органа обезбеђења, отворили су ватру. На ватру је узвраћено. Том приликом је погинуо један терориста и заплењене велике количине наоружања и војне опреме.
Дана 9. 7. 1998. године, у 02.30 сати, код граничног камена Ц-13/3, на подручју карауле „Ћафа Прушит“, три наоружана албанска држављанина су покушала да незаконито пређу државну границу и у дубини југословенске територије за око ЗООО м, на позив органа обезбеђења државне границе да стану, одмах су отворили ватру. На ватру је узвраћено и том приликом су погинула двојица незаконитих прелазника, а један је лакше рањен.
Дана 9. 7. 1998. године, у 22.00 сата, код граничног камена Ц-1/5, на подручју карауле „Кошаре“, већа наоружана група терориста са товарним коњима је покушала да на југословенску територију унесе већу количину наоружања и војне опреме. Приликом заустављања отворила је ватру на органе обезбеђења државне границе. Иста је била подржана ватром са територије Р. Албаније. Органи обезбеђења државне границе разбили су терористичку групу, којом приликом је погинуло пет терориста и заплењене веће количине наоружања и војне опреме.
Дана 10. 7. 1998. године, у 02.15 сати, код граничног камена Д-10/6, на подручју карауле „Врбница“, са територије Р. Албаније ушла је на југословенску територију наоружана терористичка група, на дубини од 400т, и отворила ватру на органе обезбеђења државне границе. На ватру је узвраћено. Том приликом су погинула двојица терориста и заплењене веће количине наоружања и војне опреме.
Дана 14. 7. 1998. године, у 01.15 сати, код граничног камена Ц-12/13, на подручју карауле „Дева“, два незаконита наоружана прелазника са територије Р. Албаније су ушла на југословенску територију 1200т и после позива наших органа обезбеђења државне границе да стану, отворили су ватру. Том приликом је погинуо један терориста, а један рањен и заплењено њихово наоружање.
Дана 16. 7. 1998. године, у 20.00 сати, код граничног камена Ц-2, на подручју карауле „Кошаре“, већа група људи са терористичком пратњом покушала је незаконит прелазак границе. Приликом заустављања од органа обезбеђења државне границе ВЈ, отворили су ватру. На ватру је узвраћено и том приликом су погинула четворица терориста. Британска држављанка Сали Бекер и једна Албанка са двоје деце су се предале.
Дана 18. 7. 1998. године, у 02.00 сати, између граничног камена Ц-1 и Ц-2, на подручју караула „Ђеравица“ и „Кошаре“, велика група наоружаних терориста састава 700 до 800 лица, са натовареним коњима, ушла је на нашу територију у више колона и напала наше органе обезбеђења државне границе. Органи обезбеђења државне границе разбили су терористичке снаге у више мањих група, убили 30 терориста и запленили већу количину наоружања и војне опреме. Тешко је рањен разводник Војске Југославије.
Дана 18. 7. 1998. године, у 13.30 сати, код граничног камена Б/24, на подручју карауле „Шара“, наоружана терористичка група од два лица прешла је државну границу СР Југославије, и на 300 метара у дубини територије, после заустављања од стране органа обезбеђења државне границе, отворила је ватру на органе обезбеђења државне границе, на шта је узвраћено. Током овог инцидента лакше је рањен војник Војске Југославије. Терористи су побегли на територију Р. Албаније.
Дана 28. 7. 1998. године, у 15.00 сати, у подручју карауле „Милорад Стојановић“, наоружана диверзантско-терористичка група, јачине 60 људи, ушла је са територије Р. Албаније на територију СР Југославије и отворила ватру на органе обезбеђења државне границе. Гранични органи су узвратили ватру. Том приликом погинули су мајор Горан Остојић, водник прве класе Драган Душанић и војник Радош Церовић, а рањен је војник Љубиша Вуковић, који је медицински збринут. При откривању, окружењу и уништењу јаке диверзантско-терористичке групе у граничном појасу на подручју општине Призрен погинуо је капетан Бојан Денић.
Дана 30. 7. 1998. године у покушају да се под борбом пробије преко границе на територију Албаније, велика терористичка група ОВК је разбијена и нанети су јој знатни губици. Одбијајући напад терориста погинуо је војник по уговору Драган Ристић (1970) а рањен млађи водник по уговору Далибор Стојановић (1972).

### Август 1998.
Дана 1. 8. 1998. године, код граничног камена Д-21, на рејону карауле „Рестелица“ наоружани илегални прелазник из Р. Албаније, приликом заустављања од стране органа обезбеђења државне границе, одмах је отворио ватру на исте. На ватру је одговорено при чему је терориста погинуо.
Наредна два дана, 2. и 3. августа, на простору Косова и Метохије било је више покушаја илегалног преласка државне границе и терористичких напада на припаднике и објекте Војске Југославије. Сви напади одбијени су енергичним дејством јединица Војске Југославије, при чему је ликвидирано више десетина терориста, заплењена већа количина муниције, минско-експлозивних средстава и војне опреме, док је органима МУП предато осам особа које су покушале да илегално пређу границу.
Дана 7. 8. 1998. године, у 03.30 часова, код граничног камена А 2-3, на рејону карауле "1. Црногорска бригада НО“, органи обезбеђења државне границе су зауставили групу наоружаних илегалних прелазника који су на територију СРЈ прешли из Р. Албаније. Група је одмах побегла на територију Р. Албаније, бацивши део наоружања. Том приликом је заплењен један пушкомитраљез, две аутоматске пушке, два сандука муниције и друга војна опрема. У одбијању терористичког насртаја на границу смртно је страдао припадник Војске Југославије водник прве класе Витомир Кузмановић (1969) из Сремске Каменице. Погинули су и војник Немања Ливић (1979) из Београда
Дана 9. 8. 1998. године, у 01.30 сати, код граничног камена Д-5/1, на рејону карауле „Горожуп“, са територије Р. Албаније прешла је на нашу територију у дубину од 1200 метара наоружана диверзантско-терористичка група са 17 коња и уместо да се заустави на позив органа обезбеђења државне границе отворила је ватру на њих. На ватру је узвраћено, па је том приликом страдао један терориста и пет коња, а 12 коња је ухваћено са товаром и заплењене су веће количине наоружања и војне опреме.
Дана 10. 8. 1998. године граничари Војске Југославије у рејону карауле „Дева“ спречили су наоружану групу у покушају да илегално пређе државну границу Савезне републике Југославије према Албанији. Приликом ове акције један илегални прелазник је ликвидиран, док је рањен Шефћет Мухидини, рођен 1977. године, из села Нивоказ општина Ђаковица. Иако је ухваћен у терористичком чину, којом приликом је отварао ватру на граничаре карауле „Дева“, рањеном терористи је на лицу места указана лекарска помоћ а у гарнизонској амбуланти у Ђаковици и специјалистички је збринут.
Дана 11. 8. 1998. године - током сукоба у рејону то јест у близини Радоњичког језера приликом уништавања терориста близу села Глођане погинуо је капетан Жељко Мартиновић, када му је погођен тенк, рођен 1967. године у Вуковару и погинуо је десетар по уговору Бранислав Илић, рођен 1972. године у Нишу.
Дана 17. 8. 1998. године, у 23.00 сати, код граничног камена Д-4/5, на рејону карауле „Горожуп“, са територије Р. Албаније на територију СР Југославије ушла је терористичка група и после упозорења од граничних органа да стану, отворила је на њих ватру. На ватру је узвраћено, којом приликом је погинуло пет терориста.
Дана 24. 8. 1998. године, у 12.00 сати, са територије Р. Албаније, из правца граничног камена Ц-2/12, на караулу „Кошаре“ испаљене су две мине из оруђа за непосредно гађање, које су пале у непосредну близину карауле. Југословенски органи обезбеђења државне границе уочили су групу која је извршила дејство на нашу територију и објекат и узвратила на ватру.

### Септембар 1998.
Дана 1. 9. 1998. године у 11.00 сати у рејону карауле „Ликен“, око 500 метара у дубини српске територије, група од 15 терориста из заседе је отворила ватру на органе обезбеђења државне границе. На ватру је узвраћено. После получасовне борбе терористичка група је разбијена и панично се, у мањим групама, повукла на територију Албаније, одакле је и даље отварала ватру. Пола сата касније, преко карауле „Ликен“, из правца Албаније, прелетео је један минобацачки пројектил. Последица није било. Готово истоветан напад догодио се у 17.20 сати, у рејону карауле „Горожуп“, када је са територије Албаније отворена ватра из аутоматског пешадијског наоружања. Граничари ВЈ овога пута нису узвратили на ватру.
Дана 30. 9. 1998. године у рејону граничне карауле „Кошаре“, уз употребу аутоматског оружја и ручног бацача, убијено је пет, а теже су рањена два припадника Војске Југославије. Погинули су млађи водници по уговору Мирослав Јоцић (1968) из села Доња Трнава, општина Прокупље и Милош Павловић (1967) из Београда и војници Владимир Радоичић (1979) из Београда, Миладин Гобељић (1978) из Сјенице и Илија Павловић (1979) из Београда, а рањени су капетан прве класе Горан Лозница и десетар по уговору Горан Симић. Истог дана, у рејону карауле „Морина ", око 10 сати од дејства терористичких мина погинуо је заставник прве класе Милан Бундало, а рањени су водник Слађан Јовановић, млађи водник Бобан Михајловић, десетар Горан Тасић и војници Саша Костић и Горан Младеновић. Истог дана терористи су покушали да у СР Југославију уђу кроз рејон карауле „Грбаја“, општина Плав, али и овог пута били су спречени у томе. Поводом ових агресивних аката са територије Албаније, 1. октобра је Савезно министарство за иностране послове Амбасади Републике Албаније у Београду уручило најоштрији протест.
Дана 30. 9. 1998. године догодио се последњи напад на припаднике ВЈ у овом месецу када је на граничаре Војске Југославије, северозападно од Ђаковице, у рејону карауле „Кошаре“, отворена минобацачка и митраљеска ватра. Напад је почео у 11.45 сати и трајао је неколико сати, а југословенски граничари су одговорили на ватру и одбили напад.

### Октобар 1998.
Дана 2. 10. 1998. године у рејону карауле „Горожуп“ приликом напада албанских терориста погинуо је војник Симоновић Срђан (1978). Гранична јединица ВЈ узвратила је ватру и разбила терористе који су се панично повукли на територију Р. Албаније.
Дана 6. 10. 1998. године око 12.20 сати, са територије Републике Албаније из правца осматрачнице коју држе припадници армије Републике Албаније, отварана је ватра на органе обезбеђења карауле „Честак“.
Дана 20. 10. 1998. године, око 11 сати, велика група албанских терориста отворила је, са територије Албаније, ватру из аутоматског наоружања на органе обезбеђења државне границе на караули „Морина“ у циљу омогућавања убацивања друге групе терориста на територију СРЈ.
Истог дана око 13,15 сати, група албанских терориста је у више наврата отварала ватру на органе обезбеђења државне границе СРЈ у рејону карауле „Митар Војиновић“, са територије Албаније, у намери да омогући да се друга група терориста убаци на територију Косова.
Дана 25. 10. 1998. године у рејону карауле „Ђеравица“ приликом напада албанских терориста погинуо је потпоручник Дражета Александар (1974).

### Децембар 1998.
Дана 3. 12. 1998. године у ширем рејону карауле „Горожуп“ група од девет терориста, након илегалног преласка државне границе из Републике Албаније, пуцала је на село Плане.
Дана 4. 12. 1998. године у близини карауле „Морина“ на југословенско-албанској граници, западно од Ђаковице, десетак наоружаних Албанаца који су илегално ушли на југословенску територију отворили су ватру на југословенске граничаре. Сутрадан ујутру југословенски граничари су на месту инцидента пронашли део војне опреме коју су нападачи приликом бекства бацили.
Дана 14. 12. 1998. године група од око 140 наоружаних лица отпочела је у 23 сати оружани напад са територије Републике Албаније на органе обезбеђења југословенске државне границе у рејону караула „Горожуп“ и „Ликен“ на планини Паштрик. До 7.00 сати изјутра отварана је ватра на граничаре који су узвратили. У овим нападима није било погинулих ни рањених припадника Војске Југославије. Редови терориста су, међутим, знатно проређени.
Заустављајући фанатичне и више пута понављане покушаје убацивања на државну територију СРЈ припадници граничних јединица ВЈ су ликвидирали 36, ранили 12, и ухапсили 9 терориста, међу којима су биле и две жене у маскирним униформама са ознакама ОВК. На месту окршаја заплењена је велика количина различитог оружја и муниције. Овом приликом пронађено је и 250.000 марака намењених финансирању ОВК.
Дана 26. 12. 1998. године већа група терориста покушала је у рејону карауле „Врбница“ да илегално пређе у Југославију. Ватрена подршка пружена им је из Републике Албаније. Југословенски граничари су одговорили на ватру и натерали терористе на повлачење у Албанију. Повређених припадника Војске Југославије у том нападу није било.

### Април 1999.
9. априла 1999. године, у 03:00, започео је артиљеријски напад са албанске стране границе, усмерен ка војном упоришту Кошаре које је држала Југословенска војска, што је прерасло у једну од најкрвавијих битака Косовског рата. Албанци су напали у три правца: први ка Раси Кошарес, други ка добро утврђеном упоришту Кошаре и трећи ка Маји Глави. Приближно 136 бораца ОВК је дошло до границе и напало југословенске положаје. У том тренутку мање од 200 припадника Југословенске војске било је распоређено на првој линији. Крвави сукоби трајали су целог дана са 4 погинула и једним рањеним на албанској страни, и 23 погинула на југословенској страни. Након тога, ОВК је заузела врх Раса Кошарес и одмах започела утврђивање. Према српским извештајима, побуњеницима ОВК помагале су британске, француске, немачке и италијанске специјалне снаге.
Битка се наставила до следећег јутра. Са артиљеријском подршком, ОВК је заузела Мају Главу и наставила са бомбардовањем упоришта Кошаре, што је довело до тога да југословенски војници напусте своје положаје. У 19:00, припадници ОВК ушли су у напуштено упориште, а ЦНН и британски Би-Би-Си емитовали су снимке великог броја бораца ОВК унутар упоришта.
Југословенске снаге повукле су се ка другој линији одбране изнад упоришта. Ти положаји су били лакши за одбрану. Следећег дана, стигли су југословенски резервисти да појачају Прву армију. Једна група ОВК успела је да прекине југословенске комуникационе линије и уништи једно оклопно возило БОВ. Током ноћи, ОВК је напала Југословенску војску код Опијаца покушавајући да пробије отпор, али сви напади су били неуспешни и резултирали су великим губицима за ОВК. У међувремену, Југословени су успели да доведу специјалне јединице и неколико артиљеријских оруђа.